# غاري ديفيز
غاري ديفيز (بالإنجليزية: Gary Davies)‏ هو مذيع ودي جيه بريطاني، ولد في 13 ديسمبر 1957 في مانشستر في المملكة المتحدة.

## وصلات خارجية
- غاري ديفيز على موقع ميوزك برينز (الإنجليزية)
- غاري ديفيز على موقع ديسكوغز (الإنجليزية)